# Freiberg-Tempel

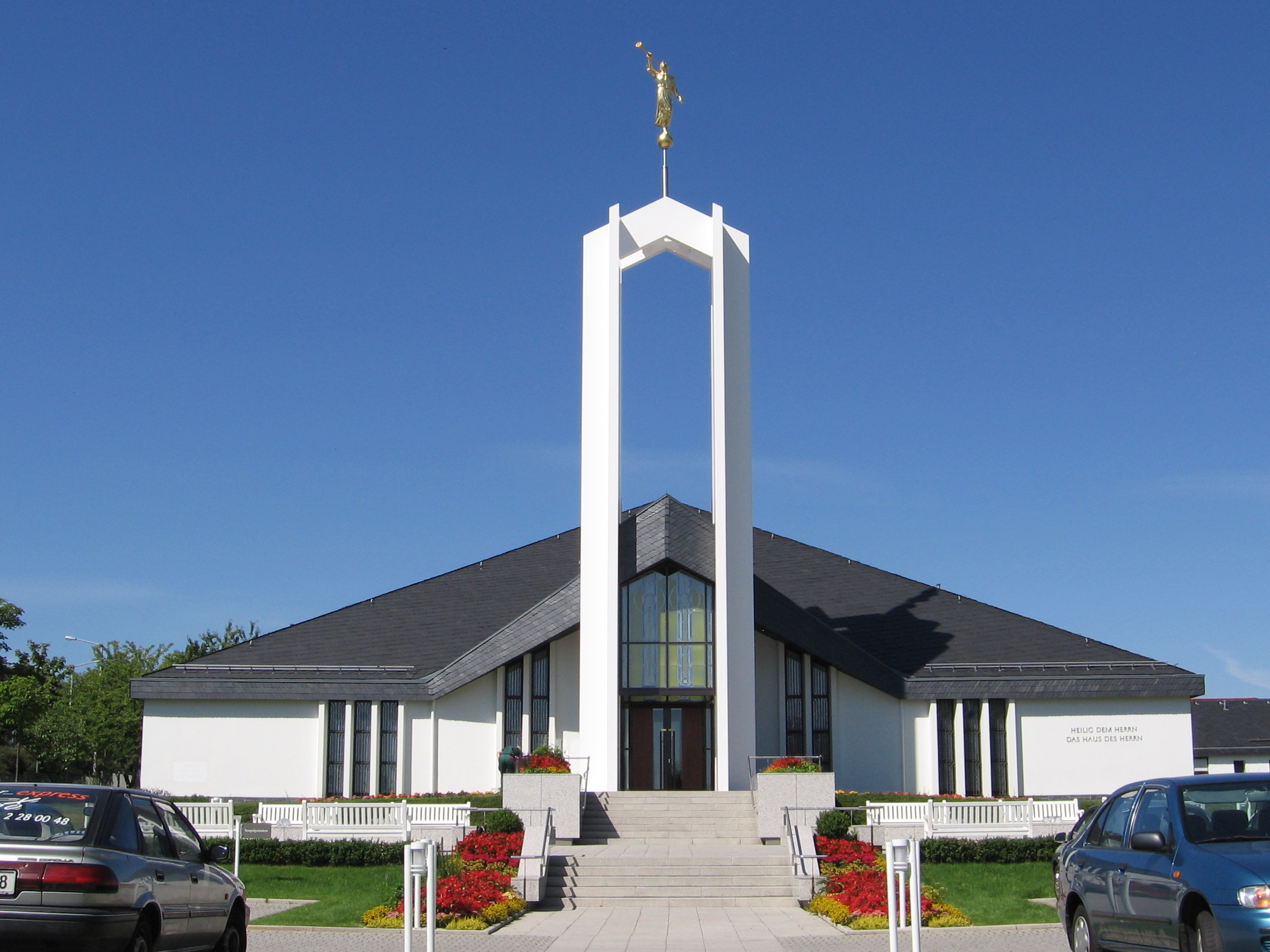
Freiberg-Tempel (Juli 2006)

Der Freiberg-Tempel ist der 33.  bestehende Tempel der Kirche Jesu Christi der Heiligen der Letzten Tage. Er steht in Freiberg in Sachsen.

## Geschichte

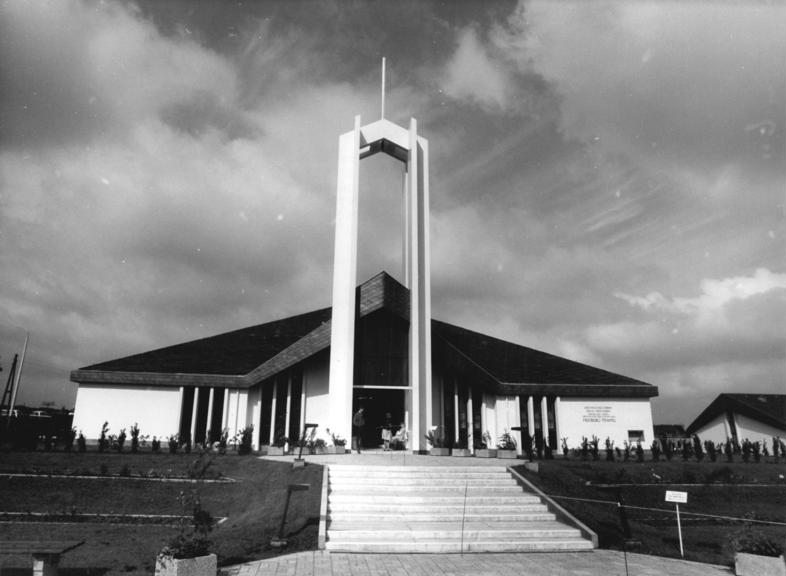
Freiberg-Tempel (Juni 1985)

Der Freiberg-Tempel war der erste Tempel dieser Kirche auf deutschem Boden. Er ist der einzige Tempel, der in einem sozialistischen Land, nämlich der damaligen DDR, gebaut wurde. Der offiziellen Ankündigung des Tempelbaus am 9. Oktober 1982 waren jahrelange Verhandlungen der Kirchenführung mit der Regierung der DDR vorausgegangen. Die Mitglieder in der DDR bekamen nur äußerst selten eine Reiseerlaubnis, um einen Tempel außerhalb der DDR zu besuchen. So entstand schließlich der Plan, in der DDR selbst einen Tempel zu errichten. Mit dem ersten Spatenstich von Thomas S. Monson am 23. April 1983 begannen die Bauarbeiten. Gordon B. Hinckley, damals Ratgeber in der Ersten Präsidentschaft, weihte den Tempel am 29. Juni 1985. Der ursprüngliche Tempel hatte eine Fläche von 30 m × 25 m. Mit einer Nutzfläche von 730 m² war er einer der kleinsten Tempel der Kirche. Als erster Präsident des Tempels amtierte von 1985 bis 1991 Henry Burkhardt, der bis zur deutschen Wiedervereinigung zugleich Präsident der Kirche in der DDR war.
Durch den Fall des Eisernen Vorhangs wuchs die Kirche in Osteuropa. Dadurch wurde eine Erweiterung des Tempels notwendig. Die Nutzfläche des Tempels wuchs durch einen Anbau und den Bau eines Kellergeschosses um etwa 600 m². Im Zuge dieser Umbauten wurde auf dem Turm eine Statue des Engels Moroni angebracht. Nach Abschluss der Renovierungen weihte Präsident Gordon B. Hinckley den Tempel am 7. September 2002 erneut.
Bis zur Weihung des Kiew-Tempels in der Ukraine reichte der Tempeldistrikt des Freiberg-Tempels bis nach Russland. Mittlerweile dient er den Kirchenmitgliedern in den neuen Bundesländern Deutschlands, in Österreich, Tschechien, der Slowakei, Ungarn und Polen. Auf dem Tempelplatz gibt es in einer Herberge eine begrenzte Zahl von Übernachtungsmöglichkeiten für Tempelbesucher.
In den Jahren 2015 und 2016 wurde der Tempel aus- und umgebaut, unter anderem verlängert und unterkellert. Bevor der Tempel am 4. September 2016 erneut geweiht wurde, hatten Besucher die Möglichkeit, sich die Räumlichkeiten im Tempel anzuschauen. Vom 12. bis 27. August 2016 (Sonntage ausgenommen) wurden dafür Tage der offenen Tür veranstaltet.